# بهرام‌شاه
بهرام‌شاه غزنوی، پسر مسعود سوم و نوزدهمین سلطان دودمان غزنوی بود. لقب‌های او معین‌الدوله، یمین‌الدوله و معزالدوله بود. وی در سال ۵۱۲ بر تخت پادشاهی نشست. بهرام‌شاه به یاری سلطان سنجرسلجوقی، برادر خود ارسلان‌شاه غزنوی را نزدیک غزنه شکست داد (۵۱۰ ه‍.ق) و بر تخت نشست. در ۵۱۲ ه‍.ق دو بار به هند لشکر کشید و محمد حلیم را گرفت و در بند کرد. در حدود ۵۴۳ ه‍.ق کشمکش سختی بین بهرام‌شاه و غوریان درگرفت. بهرام‌شاه، قطب‌الدین محمد غوری را بکشت و سیف‌الدین سوری به خونخواهی برادرش قطب‌الدین غزنه را گرفت، اما بهرام‌شاه غزنه را بازگرفت و سیف‌الدین را به خفت کشت. در ۵۴۶ ه‍.ق علاءالدین غوری (علاءالدین حسین جهانسوز) به انتقام برادرش سیف‌الدین غزنه را گرفت، آن شهر را سوزاند و ویران کرد. بهرام‌شاه به هند رفت و بعد از انصراف و بازگشت لشکر غور، به غزنه بازآمد.
بهرام‌شاه در سال ۵۴۷ پس از شکست و در راه هندوستان درگذشت.
سنایی غزنوی کتاب حدیقةالحقیقه خود و ابوالمعالی نصرالله منشی، کلیله و دمنه را به نام این پادشاه نوشتند. بهرام‌شاه هم‌چنین با مسعود سعد سلمان و حسن غزنوی مصاحبت داشت.